# Brian O’Neil
Brian O’Neil (* 6. September 1972 in Paisley) ist ein ehemaliger schottischer Fußballspieler.
O’Neil begann seine Karriere im Jahre 1991 für Celtic Glasgow. Bis 1997 spielte er 150 Mal für den Verein und machte dabei besonders durch seine Flexibilität auf sich aufmerksam. Er schaffte 1996 den Sprung in die schottische Nationalmannschaft. 1997 wurde er an Nottingham Forest verliehen. Brian O’Neil spielte aber nur selten für den englischen Verein und wurde anschließend nicht verpflichtet. Der FC Aberdeen war bereit ihn, zu verpflichten, und holte O’Neil nach Schottland zurück.
Er machte bei seinen 29 Auftritten für Aberdeen den deutschen Erstligisten VfL Wolfsburg auf sich aufmerksam. Der Defensivspezialist wusste in der Saison 1998/99 zu überzeugen. Während seines Engagements konnte sich der VfL Wolfsburg sogar für den UEFA-Pokal qualifizieren. Der beliebte Schotte spielte noch bis 2000 für die Wölfe und brachte es insgesamt auf 50 Bundesligaspiele und drei Tore.
Seine nächste Station war Derby County in England. Durch zahlreiche Verletzungen gelang es ihm nicht, an seine früheren Leistungen anzuknüpfen. In den Jahren 2000 bis 2003 brachte er es nur auf 17 Einsätze. Nach einem Streit mit der Vereinsführung ging Brian O’Neil zu Preston North End. In der 2. Liga Englands blühte er noch einmal auf und spielte bis 2006 insgesamt 112 Mal (fünf Tore) für Preston. Auch für die Nationalmannschaft kam er noch zu einzelnen Einsätzen. 2005 spielte er das siebte und letzte Mal für Schottland. Letztlich zwang ihn eine Verletzung zum Ende seiner Karriere; auch bei den Fans von Preston North End war O’Neil sehr beliebt.